# Jonas Jerebko
Jonas Jerebko (Kinna; 2 de marzo de 1987) es un exjugador de baloncesto sueco que disputó nueve temporadas en la NBA, además de jugar en ligas europeas. Con 2,08 metros de altura, jugaba en la posición de alero.

## Trayectoria deportiva

### Profesional

#### Europa
Con 15 años realizó una prueba para jugar en el Real Madrid de la Liga ACB, club que le ofreció un contrato por seis años, pero Jerebko junto a sus padres, tomó la decisión basándose en que aún era demasiado joven, y optó por mantenerse en su país natal.
Comenzó jugando en el equipo de su ciudad, el Borås Basket, de donde pasó al Plannja Basket, con el que ganó la liga sueca, promediando 10 puntos y 5 rebotes por partido. En 2007 estuvo a punto de ir a jugar a la Universidad de Buffalo, en Estados Unidos, pero finalmente decidió iniciar una carrera profesional en la liga italiana, fichando por el Angelico Biella.
En el Biella jugó dos temporadas, en las que promedió 6,7 puntos y 4,1 rebotes por partido.

#### NBA
Fue elegido en la trigésimo novena posición del Draft de la NBA de 2009 por Detroit Pistons.
Su carrera en la NBA tuvo un comienzo accidentado; en verano de 2009 durante un partido de pretemporada, Jerebko fue acusado de golpear en la cara al jugador de Miami Heat, Jamaal Magloire. Ambos jugadores fueron suspendidos para el partido inaugural de la temporada regular por dicha pelea. A pesar de ello tuvo una muy buena temporada, ganándose la titularidad y siendo elegido en el segundo mejor quinteto de rookies.
Pero el 5 de octubre de 2010, sufrió una lesión en el tendón de Aquiles derecho, lo que le mantuvo fuera de las pistas toda la temporada 2010-11.
A pesar de ello, el 9 de diciembre de 2011, renueva con los Pistons por 4 años.
Durante su sexta temporada en Detroit, el 19 de febrero de  2015, es traspasado junto con Luigi Datome, a los Boston Celtics a cambio de Tayshaun Prince.
El 9 de julio de 2015, renueva con los Celtics.
Tras dos temporadas y media en Boston, el 17 de julio de 2017, firma con Utah Jazz.
Después de un año, el 7 de julio de 2018, es cortado por los Jazz. Pero el 12 de julio firma por una temporada con Golden State Warriors. Con los Warriors, llega a las Finales de la NBA de 2019 que terminan perdiendo ante los Raptors (2-4).

#### Rusia
El 14 de agosto de 2019, firma por el Khimki ruso de la VTB United League.
Tras dos temporadas el 23 de enero de 2021, el equipo rescinde su contrato, por motivos personales.
El 31 de marzo de 2022, firma por el PBC CSKA Moscú de la VTB League.

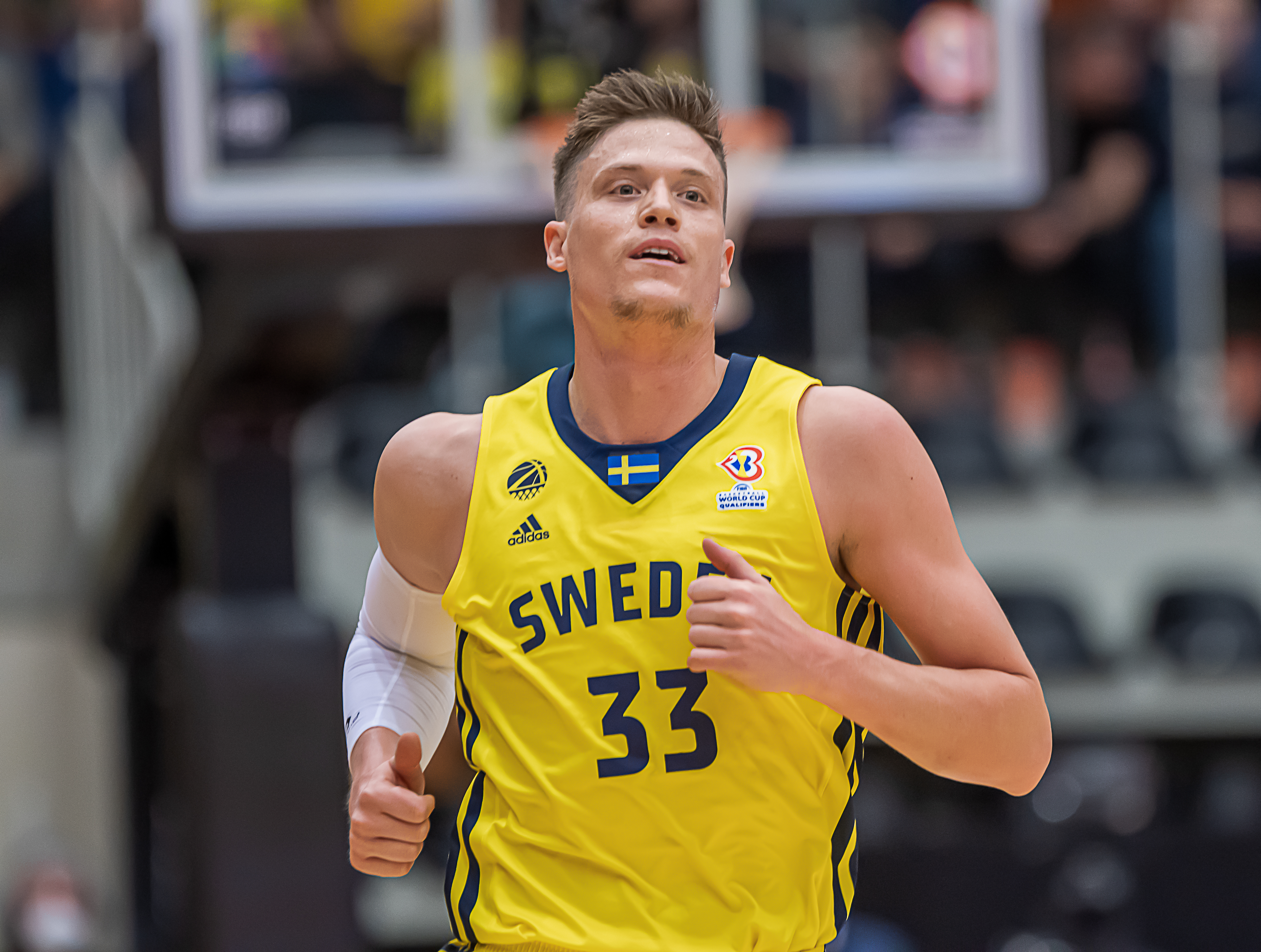
Jerebko con la selección sueca en 2022.

#### Puerto Rico
El 13 de marzo de 2024 se une a los Santeros de Aguada, pero abandona el equipo por lesión el 9 de abril.

### Selección nacional
Ha sido internacional sub-18, sub-20 y absoluto con la selección sueca, promediando 11,8 puntos y 9,3 rebotes en la fase de clasificación para el Eurobasket 2009.
También ha disputado en 2021, la clasificación para el Eurobasket 2022.

## Estadísticas de su carrera en la NBA

### Temporada regular
| Año     | Equipo       | PJ  | PT  | MPP  | %TC  | %3P  | %TL  | RPP | APP | ROB | TPP | PPP |
| ------- | ------------ | --- | --- | ---- | ---- | ---- | ---- | --- | --- | --- | --- | --- |
| 2009-10 | Detroit      | 80  | 73  | 27.9 | .481 | .313 | .710 | 6.0 | .7  | 1.0 | .4  | 9.3 |
| 2011-12 | Detroit      | 64  | 13  | 22.9 | .468 | .302 | .806 | 4.8 | .7  | .6  | .3  | 8.7 |
| 2012-13 | Detroit      | 49  | 2   | 18.2 | .449 | .301 | .773 | 3.8 | .9  | .8  | .2  | 7.7 |
| 2013-14 | Detroit      | 64  | 0   | 11.6 | .471 | .419 | .729 | 2.7 | .6  | .3  | .1  | 4.2 |
| 2014-15 | Detroit      | 46  | 0   | 15.3 | .460 | .368 | .861 | 3.1 | .9  | .6  | .2  | 5.2 |
| 2014-15 | Boston       | 29  | 0   | 18.2 | .431 | .406 | .833 | 4.8 | 1.0 | .7  | .2  | 7.1 |
| 2015-16 | Boston       | 78  | 0   | 15.1 | .413 | .398 | .782 | 3.7 | .8  | .3  | .3  | 4.4 |
| 2016-17 | Boston       | 78  | 6   | 15.8 | .435 | .346 | .703 | 3.5 | .9  | .3  | .2  | 3.8 |
| 2017-18 | Utah         | 74  | 19  | 15.3 | .466 | .414 | .807 | 3.3 | .6  | .3  | .2  | 5.8 |
| 2018-19 | Golden State | 73  | 6   | 16.7 | .459 | .367 | .800 | 3.9 | 1.3 | .4  | .2  | 6.3 |
| Total   | Total        | 635 | 119 | 17.8 | .457 | .363 | .770 | 4.0 | .8  | .5  | .2  | 6.2 |

### Playoffs
| Año   | Equipo       | PJ | PT | MPP  | %TC  | %3P  | %TL   | RPP | APP | ROB | TPP | PPP |
| ----- | ------------ | -- | -- | ---- | ---- | ---- | ----- | --- | --- | --- | --- | --- |
| 2015  | Boston       | 4  | 0  | 17.0 | .333 | .000 | .500  | 3.5 | .3  | .5  | .3  | 2.8 |
| 2016  | Boston       | 6  | 4  | 27.0 | .478 | .318 | .800  | 6.8 | 1.7 | .3  | .7  | 9.2 |
| 2017  | Boston       | 12 | 0  | 10.7 | .484 | .333 | 1.000 | 2.4 | 1.0 | .4  | .3  | 3.6 |
| 2018  | Utah         | 10 | 0  | 7.9  | .421 | .167 | 1.000 | 1.6 | .3  | .3  | .0  | 1.9 |
| 2019  | Golden State | 16 | 0  | 7.6  | .286 | .263 | .833  | 2.1 | .8  | .1  | .1  | 2.1 |
| Total | Total        | 48 | 4  | 11.6 | .405 | .273 | .870  | 2.8 | .8  | .3  | .2  | 3.4 |